# Epoicotherium unicum
L'epoicoterio (Epoicotherium unicum Douglass 1905) è un mammifero estinto, appartenente ai paleanodonti. Visse nell'Eocene superiore (circa 37 - 34 milioni di anni fa) e i suoi resti fossili sono stati ritrovati in America del Nord.

## Descrizione
Questo animale aveva un aspetto davvero bizzarro, a causa di alcune specializzazioni craniche e dello scheletro. Il cranio era molto piccolo (circa 3-4 centimetri di lunghezza), e l'intero animale non doveva raggiungere i 10 centimetri; il suo peso era probabilmente compreso tra i 58 e il 196 grammi.

### Cranio
Il cranio era dotato di una zona posteriore a forma di cupola, estremamente alta ed espansa, con larghe creste lambdoidi; era inoltre caratterizzato da un'ipertrofia del martello e dell'incudine, mentre gli occhi erano estremamente ridotti. Il muso era lungo, basso e sottile, anche se in vista superiore poteva sembrare quasi a spatola. In generale, l'aspetto del cranio ricordava quello delle talpe dorate africane (gen. Chrysochloris).

### Scheletro postcranico
Il collo era rinforzato dalla sinostosi delle vertebre cervicali (dalla seconda alla quinta). Le zampe anteriori erano estremamente robuste, così come il cinto pettorale. La scapola possedeva una spina alta e robusta con un acromion bifido, una "spina secondaria" e una fossa postscapolare espansa, per l'inserzione del muscolo teres major. L'omero era dotato di una cresta pettorale allungata, una tuberosità minore espansa un entepicondilo lungo e una cresta supinatrice a forma di uncino. L'ulna era caratterizzata da un olecrano enorme e ricurvo, che garantiva l'inserzione di massicci tricipiti e il punto d'origine per i flessori carpali e delle dita. Questi ultimi ottenevano un ulteriore vantaggio meccanico dall'inserimento nel loro tendine di un grande osso sesamoide. La mano era estremamente corta, e il terzo dito era il più grande, con metacarpo e falange prossimale fusi e la falange ungueale (dotata di un grande artiglio) molto ingrandita.

## Classificazione
I primi fossili di questo animale vennero scoperti in Montana in terreni risalenti all'Eocene superiore (ma che si pensava fossero oligocenici) e vennero descritti nel 1905 come Xenotherium unicum da Earl Douglass. Il nome Xenotherium, tuttavia, era stato già utilizzato l'anno precedente da Florentino Ameghino per descrivere un notoungulato sudamericano, e fu così necessario attribuire un altro nome generico al bizzarro fossile nordamericano. Fu George Gaylord Simpson nel 1927 a coniare quindi il nome generico Epoicotherium. La specie Pseudochrysochloris yoderensis, descritta nel 1967 da Turnbull e Reed, è considerata identica a Epoicotherium unicum.
Inizialmente Douglass ritenne che questo animale potesse appartenere a un gruppo di mammiferi particolarmente insolito, i monotremi (il nome Xenotherium significa infatti "bestia strana") ma Simpson, nello studio del 1927, ipotizzò un'appartenenza agli sdentati. Per lungo tempo Epoicotherium e i suoi stretti parenti (come Xenocranium) furono considerati parte dell'ordine Edentata (attualmente noti come Xenarthra) in un gruppo noto come Palaeanodonta, comprendente anche i Metacheiromyidae e altre forme meno note. Ricerche più recenti hanno però determinato che le presunte somiglianze tra i paleanodonti e gli xenartri sarebbero dovute a fenomeni di convergenza evolutiva, e che le vere parentele dei paleanodonti sarebbero da ricercare all'interno del gruppo Ferae, comprendente anche i carnivori e i folidoti (pangolini); proprio con questi ultimi potrebbero esservi le parentele più strette.

## Paleoecologia
Epoicotherium e Xenocranium erano animali estremamente specializzati, molto adatti a scavare nel terreno in modo rapido ed efficace. La loro notevole convergenza evolutiva con le talpe dorate africane (in particolare per quanto riguarda il cranio) rifletterebbe un modo simile di scavare, usando il muso a forma di badile per ammorbidire il terreno e sollevare il terriccio. Per lo scavo in profondità, Epoicotherium usava le zampe anteriori estremamente robuste, mentre le zampe posteriori venivano usate per gettare il terreno all'indietro. Come molti animali sotterranei attuali, Epoicotherium era probabilmente cieco o quasi, ma era specializzato per la ricezione di suoni a bassa frequenza. L'estinzione di questi animali potrebbe essere stata una combinazione di mutamenti climatici e l'apparizione di altri animali scavatori, come gli insettivori proscalopini o gli anfisbenidi rineuridi (Rose ed Emry, 1983).